# Departamento de Zelaya Central
Zelaya Central es un departamento de facto de Nicaragua. Su cabecera departamental y municipio más poblado es Nueva Guinea.
Desde la década de los años 1990 del siglo XX, algunos líderes comunitarios han venido impulsando iniciativas y realizando trámites ante la Asamblea Nacional de Nicaragua para la creación mediante decreto legislativo de este departamento. Sin embargo, a pesar de pertenecer políticamente a la Región Autónoma de la Costa Caribe Sur, administrativamente nunca ha tenido una conexión con el resto de dicha región.
Debido a esto, todas las instituciones gubernamentales, han tenido que crear oficinas administrativas (delegaciones) para atender a la población de los municipios que formarían este departamento; puesto que, no existen vínculos estrechos con el resto de municipios. 
El departamento ha tenido representación como entidad departamental, inclusive con un equipo en el Campeonato Nacional de Béisbol Superior de Nicaragua llamado "Gigantes de Zelaya Central".

## Historia
El departamento inició su trámite de creación en 2011, tras un Decreto Ejecutivo que desprendía estos municipios de la Región Autónoma de la Costa Caribe Sur.

## División administrativa
El departamento de Zelaya Central está dividido administrativamente en seis municipios:
| Municipio            | Superficie | Población       |
| Municipio            | Superficie | Estimación 2023 |
| -------------------- | ---------- | --------------- |
| El Ayote             | 831.0 km²  | 20,508          |
| El Coral             | 306.0 km²  | 8,427           |
| El Rama              | 3,753 km²  | 59,209          |
| El Tortuguero        | 3,403 km²  | 61,007          |
| Muelle de los Bueyes | 1,380 km²  | 24,616          |
| Nueva Guinea         | 2,677 km²  | 79,818          |